# Rafael Baca
Rafael „Rafa” Baca Miranda (ur. 11 września 1989 w Tuxpan) – meksykański piłkarz występujący na pozycji defensywnego pomocnika.

## Kariera klubowa
Baca pochodzi z Meksyku, jednak jako dziecko wyemigrował do Stanów Zjednoczonych, wraz z rodziną osiadając w Kalifornii. Uczęszczał do Ánimo Leadership Charter High School w miejscowości Inglewood, a następnie studiował na Loyola Marymount University w Los Angeles, gdzie z powodzeniem występował w uniwersyteckiej drużynie Loyola Marymount Lions. W 2010 roku wygrał z nią pierwsze w historii uczelni piłkarskie mistrzostwo konferencji. W lipcu 2011 podpisał profesjonalny kontrakt z klubem San Jose Earthquakes, w którego barwach za kadencji kanadyjskiego trenera Franka Yallopa zadebiutował w Major League Soccer, 9 lipca 2011 w zremisowanym 0:0 spotkaniu z Philadelphia Union. Szybko wywalczył sobie pewne miejsce w wyjściowym składzie i premierowego gola w najwyższej klasie rozgrywkowej strzelił 22 października tego samego roku w wygranej 4:2 konfrontacji z FC Dallas. W 2012 roku zdobył ze swoją drużyną MLS Supporters' Shield, a ogółem barwy Earthquakes reprezentował przez trzy lata.
Wiosną 2014 Baca powrócił do ojczyzny, zostając zawodnikiem zespołu Cruz Azul ze stołecznego miasta Meksyk. W tamtejszej Liga MX zadebiutował 18 kwietnia 2014 w przegranym 1:5 meczu z Morelią, a w tym samym roku triumfował w najbardziej prestiżowych rozgrywkach północnoamerykańskiego kontynentu – Lidze Mistrzów CONCACAF. Początkowo pełnił rolę głębokiego rezerwowego, jednak po upływie kilku miesięcy zaczął notować regularne występy, pierwszą bramkę w lidze meksykańskiej strzelając 14 listopada 2015 w wygranym 2:1 pojedynku z Pachucą.
| Sezon     | Klub                 | Kraj              | Rozgrywki           | Mecze | Bramki |
| --------- | -------------------- | ----------------- | ------------------- | ----- | ------ |
| 2011      | San Jose Earthquakes | Stany Zjednoczone | Major League Soccer | 15    | 1      |
| 2012      | San Jose Earthquakes | Stany Zjednoczone | Major League Soccer | 35    | 1      |
| 2013      | San Jose Earthquakes | Stany Zjednoczone | Major League Soccer | 31    | 0      |
| 2013/2014 | Cruz Azul            | Meksyk            | Liga MX             | 2     | 0      |
| 2014/2015 | Cruz Azul            | Meksyk            | Liga MX             | 15    | 0      |
| 2015/2016 | Cruz Azul            | Meksyk            | Liga MX             | 31    | 1      |
| 2016/2017 | Cruz Azul            | Meksyk            | Liga MX             |       |        |